# 知识产权法
知识产权法（Intellectual Property Law，台湾称智慧财产权法，日本稱），是调整民事主体之间关于知识产权的法律规定的统称。一般认为，知识产权法属于广义的民法学范畴。其内容基本包括专利法、商标法、著作权法、不正当竞争法（商业秘密法）等特别法。